# Eiksmarka (metrostation)
Eiksmarka is een metrostation in de Noorse hoofdstad Oslo. Het station werd geopend op 3 december 1951 en wordt bediend door lijn 2 van de metro van Oslo.